# Schwarznesselwanze
Die Schwarznesselwanze (Tritomegas sexmaculatus), auch Sechsfleckige Erdwanze genannt, ist eine Wanze aus der Familie der Erdwanzen (Cydnidae).

## Merkmale
Die Wanzen werden 6,0 bis 8,0 Millimeter lang. Sie sind der Schwarzweißen Erdwanze (Tritomegas bicolor) sehr ähnlich, unterscheiden sich von dieser durch eine ausgedehntere Weißfärbung am Rand des Pronotums und viel dunkler, schwarz, gefärbte Membranen der Hemielytren. Die Nymphen im letzten Stadium kann man von denen von Tritomegas bicolor anhand ihrer viel dunkleren Färbung auf der vorderen Körperpartie unterscheiden.

## Verbreitung und Lebensraum
Die Art ist vom nördlichen Mittelmeerraum bis ins südliche Mittel- und Osteuropa sowie bis nach Kleinasien verbreitet. In Deutschland fand man die Art bis vor wenigen Jahren nur im Süden, insbesondere im Mittelrhein- und Maingebiet, mittlerweile ist die Art in den Norden expandiert und tritt teilweise auch häufig in Sachsen, Sachsen-Anhalt und Brandenburg auf. Sie fehlte bis vor kurzem noch im nördlichen Tiefland Deutschlands, ist dort mittlerweile aber auch verbreitet. In Österreich ist sie im Osten und Süden verbreitet und nicht selten. Die Art kommt auch in Großbritannien vor, wo sie 2011 erstmals an zwei Orten in Kent gefunden wurde. Mittlerweile hat sie ihre Verbreitung auch hier erweitert. Die wärmeliebende Art tritt anders als die Schwarzweiße Erdwanze nicht in feuchteren Lebensräumen auf.

## Lebensweise
Die Tiere leben überwiegend an Schwarznessel (Ballota nigra) und nur selten an anderen Lippenblütlern (Lamiaceae). Die Lebensweise ist der der Schwarzweißen Erdwanze ähnlich, die Paarung, Eiablage und Entwicklung der Nymphen erstrecken sich jedoch über einen längeren Zeitraum, sodass man die Nymphen bis in den September antreffen kann.

## Belege